# La Font d'en Carròs
La Font d'en Carròs és un municipi del País Valencià situat a la comarca de la Safor.

## Geografia
En un terme de 9,7 km², solcat pel barranc de les Fontanelles, podem fer excursions a l'assagador de les Covatelles, a la font de l'Om. Per als senderistes hi ha la pujada al Gualde, a l'Arrullador o a la muntanya de l'Estudiant, que ens portarà a la cova de les Meravelles.

## Història

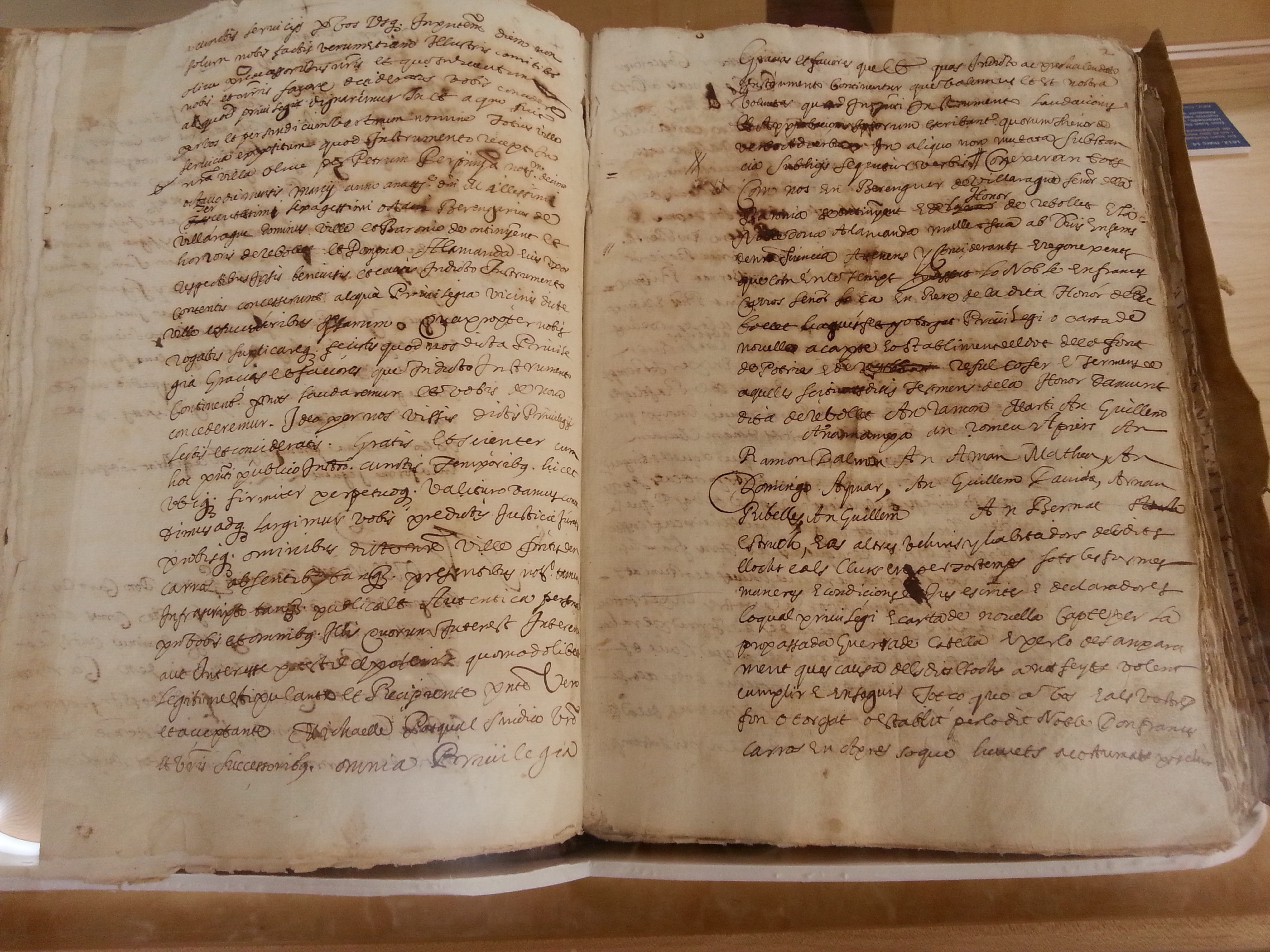
Carta pobla de la Font d'en Carròs, Potries i Rafelcofer (1368)

El seu origen es remunta a l'edat del ferro, amb el jaciment iber de la muntanya del Rabat; d'època romana s'hi conserven fragments de possibles estàtues i monedes imperials, que mostren l'existència d'una vila rústica altoimperial al Portal Roig. Hi ha constància documental d'unes làpides romanes trobades als voltants del castell de Rebollet.
Durant el domini àrab va ser coneguda com a Rafalí i estava sota jurisdicció del senyoriu de Rebollet que, el 1241, fou donat, amb tot el seu territori, al noble Pere Eiximen d'en Carròs o Carroç, el qual llinatge va exercir-hi el senyoriu fins finals del segle xv, en què passà, junt al d'Oliva, a Pere Centelles. El tercer senyor de la baronia de Rebollet va ser el seu net Francesc Carròs i de Cruïlles, a qui va succeir el seu fill Francesc, i la seua filla, Joana, casada amb Ramon de Boixadors. De la filla d'en Ramon, Allemanda Carròs, casada amb Berenguer de Vilaragut (que el 1368 va refer el castell, destruït pels castellans el 1344, durant la Guerra dels dos Peres), va passar als nets de Francesca Carròs, filla de l'almirall i dona de Ramon de Riu-sec; Ramoneta de Riu-sec es va casar amb Pere de Centelles, senyor d'Oliva. La baronia de Rebollet passava als Centelles, que es van intitular senyors de les baronies de Rebollet i d'Oliva
Posteriorment el posseïren els ducs de Gandia fins al 1771, en què acaba en mans del ducat d'Osuna. La Font d'en Carròs va ser la primera població del País Valencià en temps de democràcia a recuperar el seu nom originari en valencià al 1977, i actualment els seus veïns lluiten per eliminar el nom inventat en època franquista de "Fuente Encarroz".

## Economia
La base de l'economia local era l'agricultura, però entre la dècada del 1990 i del 2000 esta activitat va estar afectada per la crisi de la taronja. Com a substitut immediat, els fonters es dedicaren a la construcció. La crisi del 2008 ha deixat una part dels fonters en una situació econòmica precària. Una de les indústries semiartesanes que encara queda al poble és la fàbrica "El Bolo", que fa artesanament taulells hidràulics de gran bellesa.

## Demografia
La població de la Font d'en Carròs, de gentilici fonters, es distribuïx en tres nuclis de població: la Font d'en Carròs, el Panorama II i el Tossal Gros. En 2019, segons dades del cens, tenia 3.794 habitants.
| 1990  | 1992  | 1994  | 1996  | 1998  | 2000  | 2002  | 2004  | 2005  | 2007  | 2012  | 2013  | 2019  |
| ----- | ----- | ----- | ----- | ----- | ----- | ----- | ----- | ----- | ----- | ----- | ----- | ----- |
| 3.333 | 3.267 | 3.258 | 3.211 | 3.171 | 3.236 | 3.286 | 3.421 | 3.576 | 3.899 | 4.083 | 4.055 | 3.794 |

## Política i govern

### Composició de la Corporació Municipal
El Ple de l'Ajuntament està format per 11 regidors. En les eleccions municipals de 26 de maig de 2019 foren elegits 9 regidors del Partit Socialista del País Valencià (PSPV-PSOE) i 2 del Partit Popular (PP).
| Eleccions municipals de 26 de maig de 2019 - la Font d'en Carròs                                                              |                                           |                                     |                                     |        |          |          |
| Candidatura | Candidatura                               | Candidatura                         | Cap de llista                       | Vots   | Vots     | Regidors |
| | Partit Socialista del País Valencià-PSOE  |                                     | Pablo Puig Desena                   | 1.563  | 73,45%   | 9 (+3)   |
| | Partit Popular de la Comunitat Valenciana |                                     | Inés Pérez Fuster                   | 401    | 18,84%   | 2 (-1)   |
| | Altres candidatures                       |                                     |                                     | 156    | 7,33%    | 0 ( -2)  |
| | Vots en blanc                             |                                     |                                     | 8      | 0,38%    |          |
| Total vots vàlids i regidors                                                                                                  | Total vots vàlids i regidors              | Total vots vàlids i regidors        | Total vots vàlids i regidors        | 2.128  | 100 %    | 11       |
| | Vots nuls                                 | Vots nuls                           | Vots nuls                           | 14     | 0,65%    |          |
| Participació (vots vàlids més nuls)                                                                                           | Participació (vots vàlids més nuls)       | Participació (vots vàlids més nuls) | Participació (vots vàlids més nuls) | 2.142  | 73,43%** |          |
| Abstenció | Abstenció                                 | Abstenció                           | Abstenció                           | 775*   | 26,57%** |          |
| Total cens electoral | Total cens electoral                      | Total cens electoral                | Total cens electoral                | 2.917* | 100 %**  |          |
| Alcalde: Pablo Puig Desena (PSPV) (15/06/2019) Per majoria absoluta dels vots dels regidors (9 de PSPV)                       |                                           |                                     |                                     |        |          |          |
| Fonts: JEC, JEZ Gandia, M. Interior, Periòdic Ara. (* No són vots sinó electors. ** Percentatge respecte del cens electoral.) |                                           |                                     |                                     |        |          |          |

### Alcaldes
Des de 2015 l'alcalde de la Font d'en Carròs és Pablo Puig Desena de PSPV.
| Període                       | Alcalde o alcaldessa                        | Partit polític | Data de possessió     | Observacions         |
| ----------------------------- | ------------------------------------------- | -------------- | --------------------- | -------------------- |
| 1979–1983                     | Jesús Puig i Noguera Jacinto Jiménez Andrés | PNPV UCD       | 19/04/1979 02/01/1981 | Dimissió/renúncia -- |
| 1983–1987                     | Pedro Monzó Fuster                          | AP-PDP-UL-UV   | 28/05/1983            | --                   |
| 1987–1991                     | Salvador Millet Escrivá                     | PSPV-PSOE      | 30/06/1987            | --                   |
| 1991–1995                     | Gaspar Pérez Fuster                         | PP             | 15/06/1991            | --                   |
| 1995–1999                     | José Blas Benlloch Guillem                  | PSPV-PSOE      | 17/06/1995            | --                   |
| 1999–2003                     | María Inmaculada Monzó Lozano               | PSPV-PSOE      | 03/07/1999            | --                   |
| 2003–2007                     | María Inmaculada Monzó Lozano               | PSPV-PSOE      | 14/06/2003            | --                   |
| 2007–2011                     | Gaspar Pérez Fuster                         | PP             | 16/06/2007            | --                   |
| 2011–2015                     | Gaspar Pérez Fuster                         | PP             | 11/06/2011            | --                   |
| 2015–2019                     | Pablo Puig Desena                           | PSPV-PSOE      | 13/06/2015            | --                   |
| 2019-2023                     | Pablo Puig Desena                           | PSPV-PSOE      | 15/06/2019            | --                   |
| Des de 2023                   | n/d                                         | n/d            | 17/06/2023            | --                   |
| Fonts: Generalitat Valenciana |                                             |                |                       |                      |

## Monuments d'interés
L'antiga vila s'alçava sobre una carena de la serra Gallinera, però més tard el pobladors s'estimaren més instal·lar-se a la plana. Del seu patrimoni conserva:
- Església de Sant Antoni Màrtir. De 1792, en estil gòtic, amb campanar neoclàssic. Conserva bones talles del Crist de l'Empar i de la Mare de Déu del Remei, i dos antics sepulcres, possiblement els dels germans Carròs, que es rescataren de l'afonament del castell.
- Castell de Rebollet. Refugi en època islàmica, passà a ser residència senyorial el 1239 amb les modificacions de Pere Ximénez Carròs, ampliades el 1368 per Bernat de Vilaragut; el 1598 va ser enrunat per un terratrèmol i mai més va ser rehabilitat; actualment poden observar-s'hi escasses deixalles, enfront de les quals hi ha la torre de l'Homenatge, del segle xv, ja que al lloc van viure famílies, almenys fins a mitjans d'aquell segle.[10]
- Ermita de Sant Miquel Arcàngel. Edifici gòtic, del segle xvi. Al seu voltant hi ha les restes d'una vila romana.
- Ermita de Sant Antoni Abat. De 1530, reformada el 1940, tot mantenint l'aspecte original.
- Recinte emmurallat El Rafalí.

## Gastronomia
Entre els plats típics de la Font d'en Carròs destaquen l'arròs al forn, l'arròs amb crosta, entre altres tipus d'arrossos, incloent-hi la tradicional paella valenciana, a més de la carn a la brasa. També és destacable, entre els plats amb base d'arròs, el putxero o olla de carn, que se servix de manera col·lectiva en un acte popular a la plaça en el Porrat de sant Antoni.

## Festes
- Moros i Cristians. Celebra les festes de Moros i Cristians el cap de setmana abans de les Festes Majors, daten del 1978. Actualment compta amb la participació d'unes 450 persones, repartides en tres comparses cristianes i tres comparses mores. -Comparsa Carròs (1978) -Comparsa La Badà (1980) -Comparsa El Maro (1981) -Comparsa Rebolíc (1991) -Comparsa Els Cavallers (2002) -Comparsa Corsaris del Mediterrani (2020)
- Festes Majors. Celebra les seues festes patronals a la Mare de Déu del Remei i al Crist de l'Empar en la 2a quinzena del mes d'agost.
- Festa de Sant Antoni i Mercat Medieval. Se celebra l'última setmana de gener, celebrant-se la festivitat de sant Antoni i el mercat medieval.